# Diego Chávarri
Diego Iván Chávarri Rodríguez (Nueva York, 7 de marzo de 1989) es un exfutbolista, empresario y  personalidad de televisión peruano-estadounidense. En su etapa futbolística, jugaba de volante ofensivo y su último equipo fue el San Simón de Moquegua.

## Trayectoria

### Carrera deportiva
Mientras concluía sus estudios en el Colegio San Antonio de Padua, se formaba también en las divisiones menores del Deportivo AELU. 
El año 2008 fichó por Sporting Cristal, siendo promovido al primer equipo el año 2009, su debut en Primera División se produjo el 11 de abril de 2009, ocasión en la que su equipo derrotó por 5-0 al Coronel Bolognesi.
A inicios de 2013, fichó por el Unión Comercio y se marchó tras sufrir un asalto en el hotel donde se hospedaba el equipo. Entonces es que decidió fichar por el Defensor San Alejandro para jugar la Segunda División Peruana. En julio de 2013, viajó a Medio Oriente para jugar en el Gostaresh Foolad del fútbol iraní. 
Finalmente descendió con el San Simón en las temporadas 2014 y 2015, tanto en primera y segunda división respectivamente, donde se retiró del fútbol a los 26 años de edad.

### Carrera televisiva
Sus escándalos mediáticos y actos de indisciplina fueron el motivo por el que se retiró prematuramente del fútbol. Debido a ello y por ser invitado a diversos  programas de espectáculo, fue incluido en el elenco de los programas de telerrealidad Esto es guerra y Combate, ambos en el rol de competidor por poco tiempo.
En el 2020, participó en el programa televisivo La ruta del amor de Latina Televisión.
En la actualidad, se encuentra alejado de la televisión para enfocarse especialmente al rubro empresarial.

### Otras participaciones
En 2018, participó en el videoclip del tema musical Nuestro final, interpretado por el cantante y exchico reality Emilio Jaime.
En el 2020, Chávarri lanzó su marca de gorros Diavo y un año después, su cadena de ropa deportiva Insieme Fit.

## Equipos
| Club                   | País | Año         |
| ---------------------- | ---- | ----------- |
| Sporting Cristal       | Perú | 2009 - 2011 |
| Cobresol               | Perú | 2012        |
| Sport Huancayo         | Perú | 2012        |
| Defensor San Alejandro | Perú | 2013        |
| Gostaresh Foolad       | Irán | 2013        |
| San Simón              | Perú | 2014 - 2015 |

## Créditos
| Años      | Programas de televisión | Notas        |
| --------- | ----------------------- | ------------ |
| 2020      | La ruta del amor        | Participante |
| 2019      | Comando                 | Participante |
| 2019      | El valor de la verdad   | Invitado     |
| 2018      | Combate                 | Participante |
| 2017-2018 | Esto es guerra          | Participante |